# Дайан, Жозе
Жозе́ Дайа́н (фр. Josée Dayan, род. 6 октября 1947, Тулуза, Франция) — французский кинорежиссёр, сценарист, продюсер, актриса.

## Биография
Жозе Дайан родилась 6 октября 1947 года (согласно некоторым источникам — 1943 года) в Тулузе, во Франции, в еврейско-итальянской семье. Выросла в Алжире, где её отец Альбер Даньян (1915—1980), уроженец Алжира, был актёром и режиссёром на телевидении, а бабушка владела кинотеатром.
Выбрав профессию режиссёра, Жозе Дайан стала ставить пьесы и телесериалы. Часто сотрудничает с телекомпанией TF1. Поставила сериалы «Шевалье де Пардайан» (1988), «Река надежды» (1995). Приобрела известность своими адаптациями классической французской литературы на телевидении: «Граф Монте-Кристо» (1998), «Отверженные» (2000), «Опасные связи» (2003), «Про́клятые короли» (2005), и др. Поставила исторические драмы «Бальзак» (1999), «Миледи» (2004), «Графиня ди Кастильоне» (2006), «Мари-Октябрь» (2008), «Замок в Швеции» (2008), «Распутин» (2011), и др.
Двое любимых актёров, которых режиссёр часто снимает в своих фильмах, — это Жанна Моро, с которой они дружат на протяжении многих лет, и Жерар Депардьё. В фильмах режиссёра снимались такие известные актёры французского и мирового кино, как Даниэль Дарьё, Фанни Ардан, Катрин Денёв, Ариэль Домбаль, Вирна Лизи, Орнелла Мути, Жан Рошфор, Пьер Ардити, Клод Риш, Жак Вебер, Серджио Рубини, Чеки Карио, Джон Малкович, Руперт Эверетт, Настасья Кински, Натали Бай, Шарлотта Рэмплинг, Владимир Машков, и многие другие.
Часто сотрудничает с композитором Брюно Куле.
Сняла несколько полнометражных кинофильмов: «Полный утюг» (1990), «Горячий шоколад» (1992), и др.
Как актриса появилась в качестве гостя в 2005 году в фильме «На фига» (фр. Akoibon) Эдуарда Бауэра и некоторых других.
В качестве режиссёра сделала записи таких театральных спектаклей, как «Женитьба Фигаро» (1980), «Бывшая жена в моей жизни» (1989) и опера «Аттила» (2001) на музыку Дж. Верди с Марией Гулегиной.

## Избранная фильмография

### Актриса
- 1995 — Река надежды / La rivière Espérance — Марин
- 2005 — На фига / Akoibon — Жаклин
- 2006 — Новый шанс / Nouvelle chance — эпизод

### Режиссёр
- 1974 — Пиано Форте / Piano Forte
- 1977 — Кораблекрушение Монте-Кристо / Le naufrage de Monte-Cristo
- 1982 — Возвращение Элизабет Вольф / Le retour d’Elisabeth Wolff
- 1988 — Шевалье де Пардайан / Le chevalier de Pardaillan
- 1988 — Холодный пот / Sueurs froides
- 1989 — Комиссар Наварро / Navarro
- 1989 — Танец скорпиона / La danse du scorpion
- 1990 — Полное железо / Plein fer
- 1992 — Жюли Леско / Julie Lescaut
- 1992 — Джо и Милу / Jo et Milou
- 1992 — Горячий шоколад / Amour et chocolat
- 1993 — Вино, которое убивает / Le vin que tue
- 1995 — Ребёнок в наследство / L’enfant en héritage
- 1995 — Река надежды / La rivière Espérance
- 1995 — Мясо с морковью / Les boeuf-carottes
- 1996 — Узы сердца / Les liens du Coeur
- 1997 — Наследники / Les héritiers
- 1998 — Граф Монте-Кристо (мини-сериал) / Le comte de Monte Cristo
- 1999 — Бальзак / Balzac
- 2000 — Отверженные (мини-сериал) / Les misérables
- 2001 — Зайде, маленькая месть / Zaïde, un petit air de vengeance
- 2001 — Такая любовь / Cet amour-là
- 2003 — Опасные связи / Les liaisons dangereuses
- 2003 — Трудные родители / Les parents terribles
- 2004 — Миледи / Milady
- 2005 — Про́клятые короли (мини-сериал) / Les rois maudits
- 2006 — Графиня ди Кастильоне / La contessa di Castiglione
- 2008 — Игра Нептуна / Sous les vents de Neptune
- 2008 — Замок в Швеции / Château en Suède
- 2008 — Мари-Октябрь / Marie-Octobre
- 2009 — Человек с синими кругами / L’homme aux cercles bleus
- 2009 — Приятное безумие / Folie douce
- 2010 — Ни поменять, ни пустить заново / Ni reprise, ni échangée
- 2011 — Прощальный букет / Bouquet final
- 2011 — Неудачная встреча / La mauvaise rencontre
- 2011 — Распутин / Raspoutine
- 2012 — Наше воссоединение / Nos retrouvailles
- 2012 — Одиночество власти / La Solitude du pouvoir
- 2013 — Клан Ланзак / Le clan des Lanzac

### Сценарист
- 1979 — Симона де Бовуар / Simone de Beauvoir
- 1982 — Возвращение Элизабет Вольф / Le retour d’Elisabeth Wolff
- 2001 — Такая любовь / Cet amour-là
- 2006 — Графиня ди Кастильоне / La contessa di Castiglione

### Продюсер
- 2003 — Трудные родители / Les parents terribles
- 2004 — Миледи / Milady
- 2007 — Коллекция Фреда Варгаса / Collection Fred Vargas (продюсер, 3 эпизода, 2009—2010)
- 2009 — Человек с синими кругами / L’homme aux cercles bleus
- 2009 — Приятное безумие / Folie douce
- 2010 — Ни поменять, ни пустить заново / Ni reprise, ni échangée
- 2011 — Прощальный букет / Bouquet final
- 2011 — Распутин / Raspoutine

## Театр

### Режиссёрские работы
- 1980 — Женитьба Фигаро
- 1989 — Бывшая жена в моей жизни[фр.] / L’Ex-femme de ma vie
- 2001 — Аттила (опера Дж. Верди, в главной партии — Мария Гулегина)